# Magnații mass-mediei

## Istoric
Ziarele au fost primul mijloc de informare de largă audiență. Acestea au apărut în secolul al XVII-lea, iar în secolul al XIX-lea cele mai respectate, precum The Times în Marea Britanie, exercitau o influență puternică asupra clasei de mijloc educate care forma opinia publică.
În locul paginilor cu texte înghesuite, acestea aveau titluri mari, articole surte și multe ilustrații. Conțineau cazuri de senzație, întâmplări șocante, campanii și expuneri- dezvăluiri ale defectelor morale, în special în rândul celor bogați și puternici- pentru a-și păstra audiența.

## Magnații presei britanice
În Marea Britanie, primii magnați ai mass-mediei au fost Alfred Harmsworth și fratele său Arnold. În anul 1888 au fondat săptămânalul "Answers", adresat clasei muncitoare, combinând articole ușoare cu relatări competiționale.
În 1896, prin Daily Mail, frații Harmsworth au introdus stilul cotidienelor conținând titluri mari și imagini. Mai târziu, Alfred Harmsworth a înființat Weekly Dispatch, London Evening News și The Times. Astfel, Harmsworth deținea nu doar zarele populare ci și primul ziar de tipul quality. El a primit titlul nobiliar de Lord Northcliffe, și a devenit un persoanj puternic și influent.
După moartea lui  Northcliffe, în 1922, ziarele au fost preluate de fratele său, care conducea deja Daily Mirror și Sunday Pictorial. 
Harold Harmsworth a fost de asemenea ridicat la grad noiliar ca Lord Rothermere, și a fondat o dinastie încă puternică în anii 1990.

## Baronii presei
În anii 1920, obiceiul de a acorda marilor proprietari de ziare titluri noiliare a făcut ca lumea să-i numească "baroni ai presei".
Principalul rival al lui Rothermere ]n aceast[ perioadă a fost Max Aitken, un milionar canadian devenit cunoscut sub numele de Lord Beaverbrook. Imperiul ziarelor acestuia a ajuns la dimensiuni impresionante începând cu anii 1920, când a preluat Daily Express și l-a transformat într-o instituție națională, împreună cu Sunday Express și London Evening Standard. 
Începând cu anii 1960, o nouă generație de baroni ai presei a ajuns la putere în Marea Britanie, printre aceștia aflându-se Rupert Murdoch și Robert Maxwell.
Murdoch a fost jurnalist înainte de a moșteni două ziare, Sunday Mail și News, în Australia. Modernizând rapid formula sex-crimă-scandal, în curând a preluat alte ziare din Australia. Astfel, în anul 1969, a obținut ziarul britanic News of the World, urmat de The Sun în 1970.
În 1981, Murdoch a preluat și prestigioasele The Times și The Sunday Times.
Robert Maxwell a debutat ca editor de cărți în anii 1950, înainte să devină proprietar al unui ziar. A devenit cunoscut ca magnat în urma preluării conducerii ziarului Daily Mirror, singurul ziar popular care sprijinea Partidul Laburist. Fost laburist, membru al parlamentului, Maxwell era excep
ia între ceilalți magnați, care erau toți conservatorti.